# Веслування на байдарках і каное на літніх Олімпійських іграх 2016 — каное-одиночки, 200 метрів (чоловіки)
Змагання з веслування на каное-одиночках на дистанції 200 м серед чоловіків на літніх Олімпійських іграх 2016 пройшли 17-18 серпня на озері Родріго-де-Фрейташ.

## Порядок проведення
Змагання включають кваліфікаційні запливи, півфінали та фінал. У півфінали виходять по п'ять найшвидших учасників з кожного попереднього запливу і найшвидший серед шостих місць. Два учасники кожного півфіналу, що показали найкращі результати, а також двоє з найкращим результатом, серед решти, проходять до фіналу «А», де змагаються за медалі. Решта півфіналістів змагається у фіналі «Б».

## Розклад
Хронологія за бразильським часом (UTC−3)
| Дата             | Час         | Етап                        |
| ---------------- | ----------- | --------------------------- |
| Середа 17 серпня | 09:16 10:42 | Попередні запливи Півфінали |
| Четвер 18 серпня | 09:16       | фінал                       |

## Результати

### Кваліфікація

#### Перший кваліфікаційний заплив
| Місце | Ім'я               | Країна  | Час    | Примітки |
| ----- | ------------------ | ------- | ------ | -------- |
| 1     | Альфонсо Бенавідес | Іспанія | 40.610 | SF       |
| 2     | Олег Тарновський   | Молдова | 40.852 | SF       |
| 3     | Юрій Чебан         | Україна | 41.220 | SF       |
| 4     | Заза Надірадзе     | Грузія  | 41.423 | SF       |
| 5     | Лі Цянь            | Китай   | 41.456 | SF       |
| 6     | Томаш Качор        | Польща  | 42.450 |          |
| 7     | Халед Гусин        | Туніс   | 42.499 |          |

#### Другий кваліфікаційний заплив
| Місце | Ім'я           | Країна     | Час    | Примітки |
| ----- | -------------- | ---------- | ------ | -------- |
| 1     | Тома Сімар     | Франція    | 40.415 | SF       |
| 2     | Ісакіаш Кейрош | Бразилія   | 40.522 | SF       |
| 3     | Елдер Сілва    | Португалія | 40.578 | SF       |
| 4     | Марк Олдершоу  | Канада     | 40.972 | SF       |
| 5     | Дагніс Ільїнс  | Латвія     | 44.125 | SF       |
| 6     | Жоакім Лобо    | Мозамбік   | 44.949 |          |

#### Третій кваліфікаційний заплив
| Місце | Ім'я           | Країна    | Час    | Примітки |
| ----- | -------------- | --------- | ------ | -------- |
| 1     | Андрій Крайтор | Росія     | 39.985 | SF       |
| 2     | Йонатан Хайду  | Угорщина  | 40.147 | SF       |
| 3     | Мартін Фукса   | Чехія     | 40.311 | SF       |
| 4     | Тимур Хайдаров | Казахстан | 40.492 | SF       |
| 5     | Стефан Кірай   | Німеччина | 41.198 | SF       |
| 6     | Маркос Пулідо  | Мексика   | 41.910 | SF       |

#### Четвертий кваліфікаційний заплив
| Місце | Ім'я                | Країна      | Час    | Примітки |
| ----- | ------------------- | ----------- | ------ | -------- |
| 1     | Валентин Дем'яненко | Азербайджан | 39.749 | SF       |
| 2     | Генрікас Жустаутас  | Литва       | 40.048 | SF       |
| 3     | Карло Таккіні       | Італія      | 41.368 | SF       |
| 4     | Адель Мояллалі      | Іран        | 41.650 | SF       |
| 5     | Ангел Кодінов       | Болгарія    | 42.694 | SF       |
| 6     | Ференц Сексарді     | Австралія   | 44.292 |          |

### Півфінали

#### Перший півфінал
| Місце | Ім'я               | Країна    | Час    | Примітки |
| ----- | ------------------ | --------- | ------ | -------- |
| 1     | Ісакіаш Кейрош     | Бразилія  | 39.659 | FA       |
| 2     | Альфонсо Бенавідес | Іспанія   | 40.038 | FA       |
| 3     | Лі Цянь            | Китай     | 40.066 | FA       |
| 4     | Мартін Фукса       | Чехія     | 40.311 | FB       |
| 5     | Тимур Хайдаров     | Казахстан | 41.079 | FB       |
| 6     | Генрікас Жустаутас | Литва     | 41.187 | FB       |
| 7     | Ангел Кодінов      | Болгарія  | 42.925 |          |

#### Другий півфінал
| Місце | Ім'я             | Країна  | Час    | Примітки |
| ----- | ---------------- | ------- | ------ | -------- |
| 1     | Андрій Крайтор   | Росія   | 40.394 | FA       |
| 2     | Тома Сімар       | Франція | 40.670 | FA       |
| 3     | Олег Тарновський | Молдова | 40.715 | FB       |
| 4     | Карло Таккіні    | Італія  | 41.468 | FB       |
| 5     | Маркос Пулідо    | Мексика | 42.283 | FB       |
| 6     | Адель Мояллалі   | Іран    | 42.386 |          |
| 7     | Дагніс Ільїнс    | Латвія  | 45.082 |          |

#### Третій півфінал
| Місце | Ім'я                | Країна      | Час    | Примітки |
| ----- | ------------------- | ----------- | ------ | -------- |
| 1     | Заза Надірадзе      | Грузія      | 40.146 | FA       |
| 2     | Валентин Дем'яненко | Азербайджан | 40.298 | FA       |
| 3     | Юрій Чебан          | Україна     | 40.590 | FA       |
| 4     | Йонатан Хайду       | Угорщина    | 40.718 | FB       |
| 5     | Елдер Сілва         | Португалія  | 41.162 | FB       |
| 6     | Стефан Кірай        | Німеччина   | 43.171 |          |
| 7     | Марк Олдершоу       | Канада      | 43.357 |          |

### Фінал

#### Фінал «Б»
| Місце | Ім'я               | Країна     | Час    | Примітки |
| ----- | ------------------ | ---------- | ------ | -------- |
| 1     | Мартін Фукса       | Чехія      | 39.760 |          |
| 2     | Йонатан Хайду      | Угорщина   | 39.811 |          |
| 3     | Генрікас Жустаутас | Литва      | 40.230 |          |
| 4     | Олег Тарновський   | Молдова    | 40.280 |          |
| 5     | Елдер Сілва        | Португалія | 40.388 |          |
| 6     | Тимур Хайдаров     | Казахстан  | 40.549 |          |
| 7     | Карло Таккіні      | Італія     | 40.733 |          |
| 8     | Маркос Пулідо      | Мексика    | 42.098 |          |

#### Фінал «А»
| Місце | Ім'я                | Країна      | Час    | Примітки |
| ----- | ------------------- | ----------- | ------ | -------- |
| 1     | Юрій Чебан          | Україна     | 39.279 | OR       |
| 2     | Валентин Дем'яненко | Азербайджан | 39.493 |          |
| 3     | Ісакіаш Кейрош      | Бразилія    | 39.628 |          |
| 4     | Альфонсо Бенавідес  | Іспанія     | 39.649 |          |
| 5     | Заза Надірадзе      | Грузія      | 39.817 |          |
| 6     | Андрій Крайтор      | Росія       | 40.105 |          |
| 7     | Лі Цянь             | Китай       | 40.143 |          |
| 8     | Тома Сімар          | Франція     | 40.180 |          |